# Eclipophleps bogdanovi
Eclipophleps bogdanovi är en insektsart som beskrevs av Yu S. Tarbinsky 1927. Eclipophleps bogdanovi ingår i släktet Eclipophleps och familjen gräshoppor. Inga underarter finns listade i Catalogue of Life.